# Langelurillus alboguttatus
Langelurillus alboguttatus – gatunek pająka z rodziny skakunowatych.
Gatunek ten opisany został w 2000 roku przez Wandę Wesołowską i Anthony’ego Russella-Smitha na podstawie samca odłowionego w Mkomazi Game Reserve.
Holotypowy samiec ma karapaks długości 1,7 mm, ciemnobrązowy z paskiem białych włosków przez środek okolicy ocznej i dwiema jasnymi łatkami za oczami. Nadustek, szczękoczułki i sternum ma jasnobrązowe, a wargę dolną i szczęki żółtawe. Opistosoma ma długość 1,4 mm, o spodu żółtawoszara, z wierzchu żółtawa z podłużnym, płowym pasem. Kądziołki przędne są żółtawe, a odnóża kroczne żółtawopomarańczowe z ciemnymi łatkami na udach dwóch tylnych par i brązowymi włoskami. Nogogłaszczki mają trzy apofizy goleniowe.
Pająk afrotropikalny, znany tylko z Tanzanii.